# Близанци (ТВ филм)
„Близанци” је југословенски ТВ криминалистички филм из 1962. године. Режирао га је Иван Хетрих а сценарио је написао И. Костић.

## Улоге
| Глумац            | Улога |
| ----------------- | ----- |
| Реља Башић        |       |
| Јосип Мароти      |       |
| Фабијан Шоваговић |       |